# Julia Spicker
Julia Spicker (* in Braunau am Inn) ist eine österreichische Mode- und Portraitfotografin. Sie ist besonders für ihre lasziv-provokanten Frauendarstellungen bekannt.

## Leben und Werk
Die aus Oberösterreich stammende Fotografin Julia Spicker arbeitete über einige Jahre als Assistentin in verschiedenen Fotostudios in Wien und absolvierte das Kolleg für Fotografie an der Höheren Graphischen Bundes-Lehr- und Versuchsanstalt. Seit 2009 arbeitet sie als freie Fotografin mit den Schwerpunkten Mode, Werbung und Porträt.
Zu den von ihr fotografierten Persönlichkeiten zählen die österreichischen Schauspielerinnen Nina Proll, Nora von Waldstätten und Edith Malovčić (als Singer-Songwriterin bekannt als Madita), Opernsängerin Lena Belkina, Model, Schauspielerin, Sängerin und Balletttänzerin Eveline Hall, Slalom-Olympiasiegerin Julia Dujmovits, Starfotograf Erich Lessing, Künstler Frederick Steinmann, sowie die Top Models Emma Heming-Willis, Helena Severin, Lena Gercke, Patrick Kafka oder Gerhard Freidl. 
Julia Spicker verantwortet eine Reihe von Editorials für Zeitschriften und Magazine (u. a. Diva, Wienerin, Woman, Look Magazin, sowie die Wochenendbeilage Schaufenster der Presse). Ihre kommerzielle Arbeit umfasst Kampagnen u. a. für Wolford, Thermalbad Vöslau, Goldenes Quartier Vienna, Brühl, Silhouette Brillen, Briolett Make-up Brushes, Lili Radu, Scarosso Italia, Hair Stilistin Patrizia Grecht, DM Drogeriemarkt Lookbook oder den Jungbauernkalender.
Für die Puls 4-TV-Serie Austria’s Next Topmodel leitete sie mehrfach Fotoshootings mit den angehenden Top Models. 
Im Jahr 2013 zeichnete Julia Spicker für die Kampagne der Vienna Awards for Fashion and Lifestyle verantwortlich, wofür sie das Leben von Kaiserin Elisabeth von Österreich-Ungarn neu interpretierte und Top Model Emma Heming-Willis als Sisi inszenierte.
2014 erhielt sie selbst den Vienna Fashion Award als Beste Fotografin – als erste Frau in dieser Kategorie.

## Auszeichnung
- 2014 Vienna Fashion Awards in der Kategorie Best Photographer